# هلفيلة سوداء مطفاة
هلفيلة سوداء مطفاة (الاسم العلمي: Helvella atra) هي نوع من الفطريات يتبع جنس الهلفيلة من الفصيلة الهلفيلية.